# 泉棲側帶雅羅魚
泉棲側帶雅羅魚（學名：Telestes fontinalis）為輻鰭魚綱鯉形目雅羅魚科的其中一種，被IUCN列為極危保育類動物，分布於歐洲克羅埃西亞克爾巴瓦波列的喀斯特地形溪流和泉水流域，本魚體延長，吻部粗壯，明顯圓形，嘴近端位，側線通常有23-37個孔鱗片，終止於胸鰭和肛門之間，從眼睛到尾柄末端有明顯的寬闊深色中側條紋，體長可達9.3公分，棲息在水質清澈的溪流和泉水，因外來種入侵和農業灌溉而受威脅，生活習性不明。